# 葉尼塞省
葉尼塞省（俄语：Енисейская губерния）是俄羅斯帝國的一個省，成立於1822年，受伊爾庫茨克總督區管轄（1914年）。1925年併入西伯利亞邊疆區。1897年人口570,161人。首府克拉斯諾亞爾斯克。
其範圍大約為今日克拉斯諾亞爾斯克邊疆區和哈卡斯共和國。